# IC 4841
IC 4841 ist eine Spiralgalaxie vom Hubble-Typ SBc im Sternbild Pfau am Südsternhimmel. Sie ist rund 548 Millionen Lichtjahre von der Milchstraße entfernt.
Das Objekt wurde am 17. September 1900 vom US-amerikanischen Astronomen DeLisle Stewart entdeckt.